# Kiashahr Radio and Television Station
Kiashahr Radio and Television Station (em persa: ايستگاه راديووتلويزيون كياشهر – Īstgāh-e Rādīū va Televīzīūn-e Kīāshahr) é uma aldeia e cidade-empresa no distrito rural de Kiashahr, situada no condado de Astaneh-ye Ashrafiyeh, na província de Gilan, no Irã. Segundo o censo de 2006, sua população era de 16, em 5 famílias.